# Cuza Vodă (gmina w okręgu Gałacz)
Cuza Vodă – gmina w Rumunii, w okręgu Gałacz. Obejmuje tylko jedną miejscowość Cuza Vodă. W 2011 roku liczyła 2580 mieszkańców. 